# Vållö
Vållö är en långsträckt, skogbevuxen, bebodd ö utanför Smålandskusten ungefär mitt emellan Mönsterås och Påskallavik, i Mönsterås församling och Kalmar län. Ön, som är omkring 4 km lång i öst-västlig riktning av omkring 1,6 km, sammanhänger i norr medelst ett smalt näs med den lilla Björkön. Ytan är 3,46 kvadratkilometer. I väster fanns tidigare en viktig lotsstation (nedlagd 1929), vars personal assisterade utanför öns östra del, kallad Vållö-romp. Sundet mellan öns västra del och fastlandet kallas Vållö redd. 
Vållö (tidigare Våldö) omtalas första gången omkring år 1300 i den medeltida handskrift senare kallad "Kung Valdemars segelled". 
På ön finns ett flertal stensättningar och rösen som visar att ön varit befolkad redan under forntiden. Jordbruket på ön upphörde på 1950-talet. 1968 fanns ännu 68 fastboende på ön men de har sedan minskat, 2012 fanns 16 fastboende på ön.
Fisket har varit av central betydelse, allra mest ålfisket. Sedan 1700-talets början har här funnits sju kronolottshemman. 
Vållö ingår med kringöar i ett  naturreservat.